# Liste der australischen Botschafter in Belgien
Der australische Botschafter in Brüssel ist regelmäßig auch in Liechtenstein, bei der EU und beim Nordatlantikrat akkreditiert. Die australische Botschaft befindet sich in der Avenue des Arts/Kunstlaan 56 in Brüssel.
| Ernannt       | Name                         | Bemerkungen | ernannt während der Regierung von | akkreditiert während der Regierung von | Posten verlassen |
| ------------- | ---------------------------- | --- | --------------------------------- | -------------------------------------- | ---------------- |
| 14. Juni 1960 | Edwin McCarthy               | | Robert Menzies                    | Gaston Eyskens                         |                  |
| 1962          | Walter Crocker               | 1952–1955: High Commissioner to India, 1955–1956 Botschafter in Jakarta, 1956–1958: High Commissioner to Canada, 1958–1962: High Commissioner to India, 1962–1965: Botschafter in Den Haag und Brüssel, 1965–67: High Commissioner to Nairobi und Kampala, Botschafter in Addis Abbeba Sitz Nairobi, 1966–1970: Botschafter in Rom. | Robert Menzies                    | Théo Lefèvre                           |                  |
| 30. Apr. 1965 | Ralph Lindsay Harry          | | Robert Menzies                    | Pierre Harmel                          |                  |
| 4. März 1969  | Owen Lennor Davis            | | John Gorton                       | Gaston Eyskens                         |                  |
| 2. März 1972  | Allan James Eastman          | | Gough Whitlam                     | Gaston Eyskens                         |                  |
| 13. März 1975 | James William Crawford Cumes | | Malcolm Fraser                    | Leo Tindemans                          |                  |
| 24. Okt. 1977 | James Plimsoll               | | Malcolm Fraser                    | Leo Tindemans                          |                  |
| 13. Mai 1980  | Roy Robert Fernandez         | | Malcolm Fraser                    | Wilfried Martens                       |                  |
| 25. Jan. 1983 | Harold David Anderson        | | Bob Hawke                         | Wilfried Martens                       |                  |
| 16. Okt. 1987 | Peter Campbell John Curtis   | | Bob Hawke                         | Wilfried Martens                       |                  |
| 25. Okt. 1991 | David M. Sadleir             | [ 2 ] | Paul Keating                      | Wilfried Martens                       |                  |
| 29. Juni 1992 | Edward Robert Pocock         | | Paul Keating                      | Jean-Luc Dehaene                       |                  |
| 21. Jan. 1997 | Donald Kenyon                | | John Howard                       | Jean-Luc Dehaene                       |                  |
| 2000          | Joanna Miriam Hewitt         | | John Howard                       | Guy Verhofstadt                        |                  |
| 15. Dez. 2003 | Peter Charles Grey           | | John Howard                       | Guy Verhofstadt                        |                  |
| 12. März 2007 | Alan William Thomas          | | Kevin Rudd                        | Guy Verhofstadt                        |                  |
| 29. März 2010 | Brendan Nelson               | | Julia Gillard                     | Yves Leterme                           |                  |
| 20. Feb. 2013 | Duncan Lewis                 | [ 3 ] | Julia Gillard                     | Elio Di Rupo                           |                  |